# 阿勒贡斯
阿勒贡斯为希腊神话中悲伤与痛苦的化身。她是不和女神厄里斯之女，与裡忒、利墨斯、荷耳克斯以及珀诺斯为姊妹。